# 홍옥 (사과)
홍옥(紅玉)은 사과 품종이다. 19세기 초반에 미국에서 만들어진 품종으로, 원래 이름은 조너선(영어: Jonathan)이다. 19세기에 일본으로 건너가 "고교쿠(일본어: 紅玉, こうぎょく)"라는 이름으로 불리게 되었고, 20세기 초에 그것이 다시 한국으로 건너와 "홍옥"으로 불리게 되었다. 참고로, 홍옥은 동음이의어로 쓰일 때 붉은 색을 띤 보석 루비를 의미하기도 한다.

## 같이 보기
- 부사